# Moneda de dos pesos mexicanos
La Moneda de dos pesos es la denominación media de monedas comunes de peso mexicano. En el anverso, como todas las monedas de peso mexicano, tienen el Escudo Nacional con la leyenda "ESTADOS UNIDOS MEXICANOS", formando el semicírculo superior. El reverso, como motivo principal tiene el número "2" y en el anillo perimétrico una estilización del Anillo de los Días de la Piedra del Sol, también llamada Calendario Azteca.
Al tener todas las monedas el Escudo Nacional en el anverso, comúnmente la gente piensa que este es el reverso, ya que, es raro que toda una serie de monedas tengan el mismo diseño como anverso; aunque, oficialmente (de acuerdo con el Banco de México) la cara del Escudo Nacional, coloquialmente llamada "Águila", es el anverso.

## Composición
|             | Centro                          | Anillo | Total |
| ----------- | ------------------------------- | --- | --- |
| Composición | 92% cobre 6% aluminio 2% níquel | 77.06% hierro (min.) 16-18% cromo Otros1% silicio (max.) 1% manganeso (max.) 0.75% níquel (max.) 0.12% carbono (max.) 0.04% fósforo (max.) 0.03% azufre (max.) | 42.18% cobre 41.72% hierro (min.) Otros8.66-9.74% cromo 2.75% aluminio 1.32% níquel (max.) 0.54% silicio (max.) 0.54% manganeso (max.) 0.06% carbono (max.) 0.02% fósforo (max.) 0.01% azufre (max.) |
| Masa (g)    | 2.38 (45.85%)                   | 2.81 (54.14%) | 5.19 (100%) |

## Otras denominaciones
| 10¢ | 20¢ | 50¢ | $1 | $2 | $5 | $10 | $20 |
| --- | --- | --- | -- | -- | -- | --- | --- |
|     |     |     |    |    |    |     |     |